# Keysseria wollastonii
Espèce
Classification phylogénétique
Keysseria wollastonii est une espèce de plantes à fleurs du genre Keysseria et de la famille des Asteraceae. Cette espèce n'est présente que sur l'île de Nouvelle-Guinée.